# Златко Тріпич
Златко Тріпич (норв. Zlatko Tripić, нар. 2 грудня 1992, Рієка, Хорватія) — норвезький футболіст боснійського походження, вінгер клубу «Вікінг».

## Ігрова кар'єра
Златко Тріпич народився у місті Рієка у Хорватії у родині боснійців. У трирічному віці разом з батьками Златко переїхав до Норвегії, до міста Люнгдал. Де виріс і почав займатися футболом у місцевому клубі аматорського рівня.
Вже у 2011 році Тріпич став гравцем клубу «Ерегсунд», який грав у третьому дивізіоні. Свою грою вінгер допоміг команді підвищитися у класі. А у матчі на Кубок країни проти «Вікінга» Тріпич привернув до себе увагу клубів з Тіппеліги. І вже наступний сезон футболіст починав у складі «Молде». Але закріпитися в основі команди, якою на той час керував Уле Гуннар Сульшер Тріпич так і не зумів і деякий час провів в оренді у клубі «Фредрікстад». А згодом повністю перейшов до «Старту».
Але у Тіппелізі Тріпич не затримався і в кінці сезону 2014 року приєднався до клубу німецької Другої Бундесліги - «Гройтер Фюрт». Після закінчення контракту з німецьким клубом Тріпич деякий час відіграв за молдовський «Шериф».
Та вже у лютому 2018 року контракт футболіста з «Шерифом» було розірвано і Златко повернувся до Норвегії. У 2019 році як капітан команди привів «Вікініг» до перемоги у національному Кубку. При цьому Тріпич забив єдиний переможний гол у фіналі проти «Гаугесуна».
У січні 2020 року Тріпич уклав угоду з турецьким «Гезтепе», та вже у травні 2021 року контракт за згодою сторін було розірвано і Тріпич повернувся до складу «Вікінга».

## Міжнародна кар'єра
У жовтні 2012 року Златко Тріпич провів одну гру у формі молодіжної збірної Норвегії проти нідерландських однолітків.

## Досягнення
Молде
 Чемпіон Норвегії (2): 2011, 2012
 Переможець Кубка Норвегії: 2013
Шериф
 Чемпіон Молдови: 2017
Вікініг
 Переможець Кубка Норвегії: 2019